# New Bedford
För andra betydelser, se New Bedford (olika betydelser).

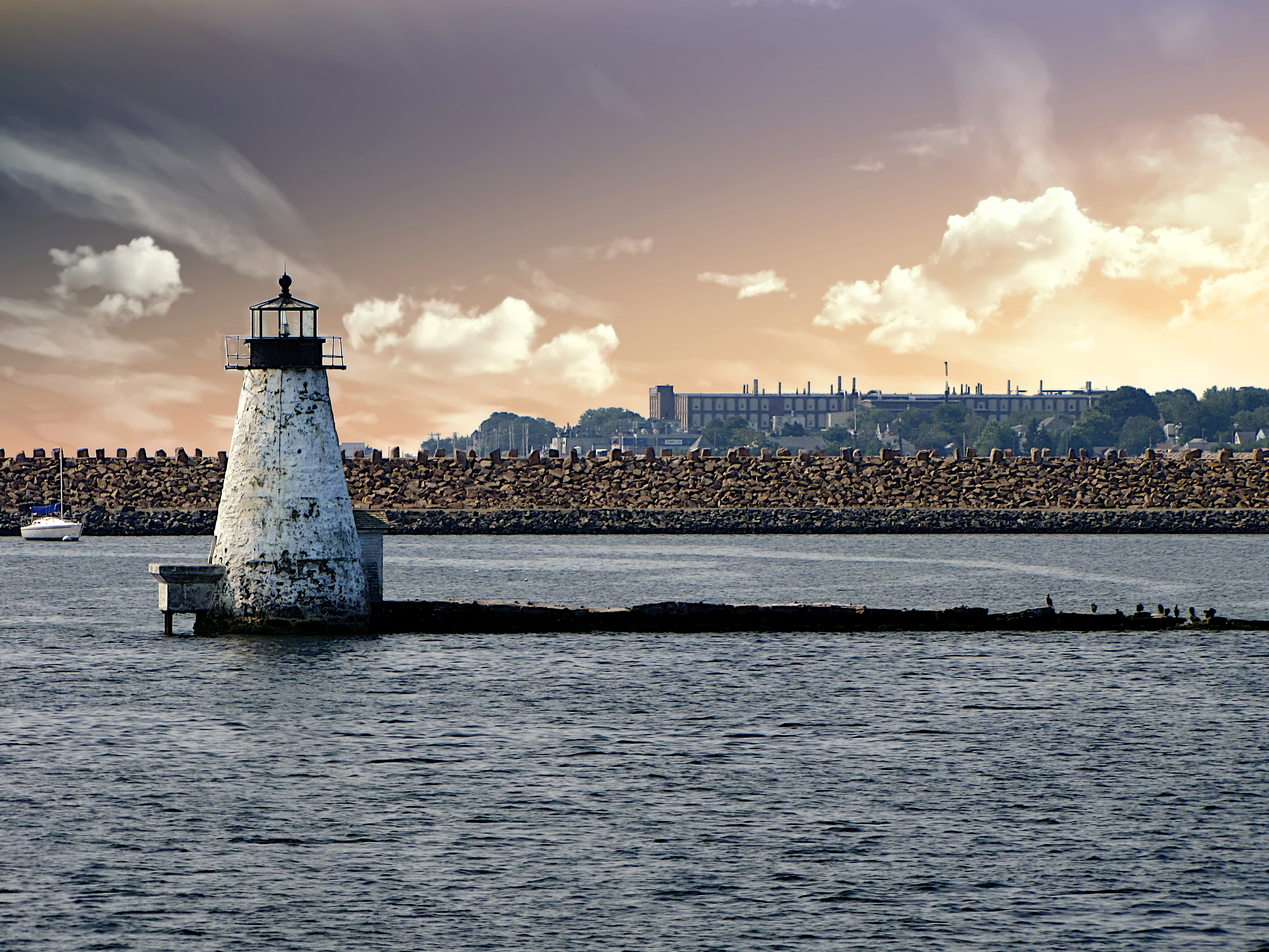

New Bedford är en stad i Bristol County, Massachusetts, USA med cirka 93 768 invånare (2000).

### Fotnoter
1. ↑  ”City-Data: New Bedford, MA”. 4 mars 2010. http://www.city-data.com/city/New-Bedford-Massachusetts.html.